# Tatort: Bienzle und die große Liebe
Bienzle und die große Liebe ist die 652. Episode der Krimireihe Tatort und eine Produktion des SWR in Zusammenarbeit mit der Maran Film GmbH. Die Erstausstrahlung mit dem Stuttgarter Kommissar Ernst Bienzle, gespielt von Dietz-Werner Steck, fand am 7. Januar 2007 im Ersten Deutschen Fernsehen statt. Bienzle versucht in dieser Episode, seiner Hannelore den schon lang geplanten Heiratsantrag zu machen, und hat dabei einen Mord auf einer Baustelle aufzuklären. Als dann Hannelore als Geisel genommen wird, lässt ihn das über sein Leben nachdenken.

## Handlung
Während Tom Popow am Parkhaus der Messe-Großbaustelle mit einer Sprayeraktion gegen das Bauvorhaben protestiert, werden ein Radlader und ein Bagger von der Baustelle gestohlen. Milan Popow, einer der Wachleute, erkennt seinen Bruder und stellt ihn am nächsten Tag zur Rede. Er riskiere seine Abschiebung, wenn er erwischt würde.
Als der Baubetrieb am nächsten Tag wieder beginnt, findet man den Kranführer Jochen Heeb erschossen in seiner Kabine. Auf die Frage nach den Besonderheiten der Nacht gibt der Bauleiter die gestohlenen Baumaschinen an. Es war jetzt schon der dritte Diebstahl im letzten Vierteljahr, obwohl extra zwei weitere Sicherheitsbeamte eingestellt worden sind. Bienzle stellt fest: Sprayer, Diebstahl, Mord, alles in einer Nacht. Hat jemand den Trubel ausgenutzt? Die Wachmänner werden befragt, aber da sie alle dem Sprayer nachgejagt sind, hat keiner etwas von dem Diebstahl bemerkt. Auffallend ist jedoch, dass jedes Mal, wenn die Diebstähle erfolgten, laut Dienstplan Milan Popow für die Wachrunden zur Kontrolle des Fuhrparks eingeteilt war.
Der Sohn des Toten wird befragt, der kein besonders gutes Verhältnis zu seinem Vater hatte. Er schickt sie zu einem Bekannten seines Vaters, Stefan Ortlieb. Dieser ist ein Messegegner wie früher auch Heeb, der aber mittlerweile nicht mehr gut auf ihn zu sprechen ist, weil er sein Grundstück und noch andere für den Messebau, gegen den sie eigentlich demonstriert hatten, verkauft hat. Eine Hausdurchsuchung bringt eine Waffe zum Vorschein, Kaliber 9 mm, genau wie die Tatwaffe. Die kriminaltechnische Untersuchung ergibt aber, dass es ein Pistolentyp der Waffen war, die die Security-Leute benutzen. So werden alle Pistolen der Wachleute zur kriminaltechnischen Untersuchung gegeben und sie selber auch nochmal befragt. Sie wissen, dass Popow und Heeb oft Schach zusammen gespielt haben, aber sich vor kurzem massiv gestritten hatten. Bienzle befragt auch Popows Bruder Tom, der einen Imbissstand auf der Baustelle hat. Er weiß, dass Heeb hinter seiner Schwägerin Kathi her war. Die KTU ergibt zudem, dass Milan Popows Pistole eindeutig die Tatwaffe war, und er wird festgenommen. Seine Frau Kathi ist am Boden zerstört und findet zu allem Überfluss auch noch Milans Kündigungsschreiben in der Post. Sie begibt sich umgehend zur Baustelle und stellt seinen Chef Paul Rapp zur Rede. Er ist angeblich mit der Kündigung genauso wenig einverstanden und verspricht, sich für sie einsetzen. Als routinemäßig Bodenproben von der Baustelle genommen und dabei Teile einer Videokamera gefunden werden, steht fest, dass Heeb vom Kran aus die Diebstähle gefilmt haben muss. Eine Kontrolle ergibt, dass vom Kran aus der Stellplatz der Baumaschinen sehr gut einzusehen war. Die Kontobewegungen von Heeb zeigen einen regelmäßigen Zahlungseingang, was eine Erpressung vermuten lässt.
Kathi Popow kann sich gut vorstellen, dass ihr Schwager Tom etwas mit dem Mord zu tun hat. Sie streitet sich mit Milan deswegen, als sie ihn in der Haft besucht. Er meint, dass es eine DVD geben muss, die ihn entlasten kann und schickt Kathi los, um sie zu finden. Heeb hatte davon erzählt, als er mit ihm im Cafe Schach gespielt hat. Kathi geht sofort dorthin und findet im Schachspiel versteckt die besagte DVD. Da sie der Polizei nicht traut, ruft sie Paul Rapp an und sagt ihm, dass sie Beweise für Milans Unschuld hat. Er sagt zu, sofort zu kommen. Währenddessen befragt Bienzle noch einmal Tom Popow und er gesteht, an den Diebstählen beteiligt gewesen zu sein. Um herauszufinden, wer noch damit zu tun hat, lassen sie sich auf der Baustelle die Dienstpläne zeigen und stellen fest, dass diese nachträglich geändert wurden. Der Tatverdacht gegen Milan Popow wird damit langsam entkräftet.
Kathi Popow hat eine kleine Reinigung, in der Bienzles Lebensgefährtin, Hannelore Schmiedinger, Kundin ist. Gerade will sie ihre Bluse dort abholen, als Kathi am PC sich die DVD ansieht. Tom ist darauf zu erkennen, aber nicht Milan. Doch sie erschrickt, als auch Rapp darauf zu erkennen ist, der gerade herein kommt. Sie will ihm die Aufnahmen nicht geben und er schlägt sie brutal zu Boden, fesselt und knebelt sie. Hannelore kann gerade noch Bienzle anrufen, ehe er auch sie entdeckt, als Geisel nimmt und mit ihr wegfährt. Da Bienzle nun persönlich betroffen ist, will der Polizeipräsident ihn von dem Fall entbinden, was er nicht akzeptiert. Es wird eine Großfahndung eingeleitet, aber wegen Rapps Gewaltbereitschaft können sie nicht eingreifen, ohne das Leben der Geisel zu gefährden. Rapp lockt die Polizei zum Flugplatz, während er mit Hannelore zur Baustelle fährt und sie dort in einem Schacht einsperrt. Er holt sich sein Geld aus einem Versteck und fragt per Handy bei Bienzle nach, ob das Flugzeug bereit ist. Dabei kann Hannelore versteckt eine Botschaft senden und Bienzle weiß damit, dass sie auf der Baustelle sind. Nach einem Schusswechsel kann Rapp festgenommen werden.
Nun hat Bienzle endlich die Chance, seiner Hannelore den schon lang geplanten Heiratsantrag zu machen, wonach diese Episode ihren Titel bekommen hat.

## Hintergrund
Drehorte waren Stuttgart, Baden-Baden und Umgebung. In einer Gastrolle ist der damalige SWR-Intendant Peter Voß in einer kurzen Sequenz zu sehen, als er Bienzle vom Fall abziehen will.
Drehbuchautor Felix Huby (Koautorin: Birgit Maiwald) und Regisseur Hartmut Griesmayr beweisen sich hier zum zehnten Mal als gemeinsame Schöpfer eines Bienzle-Tatorts.

## Rezeption

### Einschaltquoten
Bei der Erstausstrahlung am 7. Januar 2007 haben 7,59 Millionen Zuschauer die Sendung verfolgt, was einen Marktanteil von 20,1 Prozent entsprach.

### Kritik
„Arg betulich, nur am Ende kommt etwas Hektik auf. Immerhin: Als Werbung für die Messe schlug der Film wie eine Bombe ein. [Fazit:] Bienzle in Aktion – gewohnt gemächlich.“

„Bienzle und die Liebe, der Abschied vom Schwaben-Columbo, gerät zu einem ungewöhnlich abwechslungsreichen und aktionshaltigen Tatort aus dem Ländle. Der Parallelstrang Bienzle/Hannelore mit dem freundlichen Gefrotzel ist diesmal mehr als schmückendes Beiwerk. Wiederholungstäter: Huby & Griesmayr. Sympathisch verdächtig: Maticevic“